# Marie-Christine Saragosse
Pour les articles homonymes, voir Saragosse (homonymie).
Marie-Christine Saragosse, née le 24 mars 1960 à Philippeville (aujourd'hui Skikda) en Algérie, est une dirigeante audiovisuelle et haute fonctionnaire française.
Depuis 2012, elle est présidente-directrice générale de France Médias Monde (FMM).

## Biographie

### Famille et formation
Née dans une famille de pieds-noirs d'Algérie où un grand-père piémontais avait quitté l'Italie sous Mussolini, Marie-Christine Saragosse arrive à Nice à l'âge de 4 ans. Son père est professeur de gymnastique et sa mère, institutrice ; ils sont tous les deux de gauche. Elle effectue sa scolarité secondaire au lycée Carnot de Cannes et obtient son baccalauréat en 1978.
Marie-Christine Saragosse poursuit ses études à Sciences Po Paris (diplôme en 1981) et obtient un DEA d'économie à l'EHESS en 1983 avant de faire l’ENA (1985-1987),. En parallèle, elle s'inscrit six mois au Parti socialiste, tendance rocardienne.

### Carrière
Dès sa sortie de l’ENA, Marie-Christine Saragosse travaille dans le secteur public audiovisuel, notamment au service juridique et technique de l’information puis comme directrice de la gestion de RFI, et au cabinet de la ministre déléguée à la Francophonie Catherine Tasca, où elle est chargée de l’action audiovisuelle extérieure de la France. De 1993 à 1997, elle est sous-directrice des opérateurs audiovisuels et de la presse puis directrice-adjointe à la direction de l'action audiovisuelle extérieure du ministère des Affaires étrangères.
En 1997, à l'initiative de Patrick Imhaus, elle devient directrice générale adjointe, puis directrice générale l'année suivante et vice-présidente, en 2001, de la chaîne de télévision francophone TV5,, fonction dont elle démissionne en 2005, en désaccord avec la politique et le mode de gouvernance de Jean-Jacques Aillagon.
De 2006 à 2008, elle dirige la coopération culturelle et linguistique au sein de la direction générale des relations culturelles, scientifiques et techniques du ministère des Affaires étrangères.
En avril 2008, elle est rappelée à la direction générale de TV5 Monde par les partenaires francophones et le pôle audiovisuel extérieur français .

### Présidence de France Médias Monde

#### Mandat 2012-2017
Le 6 septembre 2012, le Conseil supérieur de l'audiovisuel propose sa nomination comme présidente de l'Audiovisuel extérieur de la France (AEF) pour succéder à Alain de Pouzilhac, démissionnaire en juillet précédent,. François Hollande valide ce choix le 11 septembre et la nomination est publiée au journal officiel le 7 octobre,. En mai 2014, à la suite du litige d'Alain de Pouzilhac avec l'autorité de tutelle concernant sa rémunération, Marie-Christine Saragosse « baissera volontairement de 30 % les salaires du PDG et du directeur général, et  divisera par deux ses frais généraux (véhicule, représentation, voyage) pour un total de près d'un million d’euros », dira-t-elle plus tard. Précisément, elle touche un fixe de 228 000 euros bruts, plus un bonus pouvant aller jusqu'à 32 000 euros.

#### Prise d'otage et assassinat de Ghislaine Dupont et Claude Verlon
La présidence de Marie-Christine Saragosse chez France Médias Monde est marquée par l'enlèvement puis l'assassinat de Ghislaine Dupont et Claude Verlon de Radio France internationale. Le 2 novembre 2013, les deux envoyés spéciaux sont enlevés près de Kidal, au Nord-Est du Mali. Dans la matinée du mardi 29 octobre 2013, la journaliste et l'ingénieur du son étaient arrivés à Kidal où se déroulaient dans le même temps les dernières tractations pour la libération des « otages d'Arlit » qui furent remis l'après-midi de cette même journée aux autorités nigériennes. Ghislaine Dupont et Claude Verlon préparaient alors une émission spéciale   sur « la crise dans le nord du Mali et la réconciliation »,,,. Dans le contexte de la guerre que l'État français mène pour la première fois en Afrique contre le terrorisme, la région de Kidal (fief de la rébellion touareg) est considérée comme une zone à risques élevés au moment de la validation de l'ordre de mission du reportage par la direction de la rédaction Afrique de RFI.  Dès le 29 octobre 2013 à la suite des négociations pour la libération des « otages d'Arlit » (soit quatre jours avant leur assassinat), les questions de la responsabilité du média employeur, de l'appartenance des deux reporters à RFI et de leur sécurité ont été, de fait, soulevées,,,,. Ce drame démontrant que, dans les zones de conflit, les reporters sont devenus aujourd'hui des cibles, Marie-Christine Saragosse entreprend aussitôt de mettre en place des mesures afin de mieux protéger les reporters des trois entités de France Médias Monde : France 24, RFI et Monte Carlo Doualiya,.
Le 11 juin 2021, la ministre des Armées Florence Parly déclare officiellement la mort Baye Ag Bakabo, chef du commando et membre d'Aqmi qui avait enlevé Claude Verlon et Ghislaine Dupont lors d'une opération militaire dans la région d'Aguel'hoc.

#### Candidate à France Télévisions
En mi-mandat (mars 2015), elle se déclare candidate à la présidence de France Télévisions compte tenu de son parcours professionnel. Elle fait figure de favorite lié au fait qu'elle soit une femme, de gauche et soutenue par le président de la République François Hollande. Après l'annonce officielle de sa candidature, les syndicats FO, CFTC et SNJ s'étaient exprimés par communiqués pour commenter son bilan chez France Médias Monde semant le doute quant à la pertinence de sa candidature à la tête de France Télévisions,. Sa candidature est écartée par le Conseil supérieur de l’audiovisuel dès le premier tour de scrutin dans la liste des candidats à auditionner.  En avril 2015, le CSA nommera Delphine Ernotte PDG de France Télévisions.

#### Mandat 2018-2023
Dans un courrier interne adressé à ses salariés, elle se porte candidate pour un deuxième mandat en déclarant : « Je me dis que les choix stratégiques effectués jusqu’ici et la méthode participative et collective qui est la mienne permettent à nos médias de donner leur pleine puissance ». La présidente de France Médias Monde met en avant « une gestion rigoureuse » et les audiences croissantes de France 24 et RFI, malgré un contexte social en interne fragilisé . Seule candidate à sa succession, Marie-Christine Saragosse est reconduite par défaut via le CSA pour un nouveau mandat de cinq ans à compter du 5 octobre 2017. Le CSA salue l'amélioration de la situation de France Médias Monde (FMM) du fait de sa « capacité managériale » et la réussite de « l'intégration de France 24, RFI et Monte Carlo Doualiya (MCD) au sein d'une société unique ».
En février 2018, sa reconduction, par le CSA, à la tête de France Médias Monde est annulée par la Haute Autorité pour la transparence de la vie publique (HATVP) car elle n'a pas fait parvenir sa déclaration de patrimoine dans les délais impartis,.  Dans un communiqué adressé au employés de FMM émis le 13 février, elle déclare « Chères toutes et tous, j'ai appris aujourd'hui, avec stupéfaction, que mon mandat de Présidente-directrice générale de France Médias Monde était tombé ». N'ayant pas effectué sa déclaration de patrimoine dans les délais administratif impartis, elle déclare « J'ignorais que la procédure avait changé et que c'était de ma propre initiative que je devais désormais accomplir ces actes en ligne, et j'attendais donc en toute bonne foi d'être saisie ».
Le syndicat FO Médias dénonce « des situations anxiogènes qui fragilisent les salariés et les stratégies d'entreprises ».  Selon les statuts de FMM, la gouvernance transitoire est assurée par « le doyen du conseil d'administration nommé par le CSA », à savoir Francis Huss, un député des Français de l'étranger . Jugeant cette décision « ubuesque » et « disproportionnée », des collaborateurs du groupe ont lancé une « motion de confiance » à travers une pétition. À la suite d'un conseil d'administration extraordinaire, elle est nommée directrice générale chargée de la stratégie de France Médias Monde et chargée d'une mission opérationnelle afin d'« éviter toute rupture » dans les activités du groupe.
Le 18 avril suivant, le CSA nomme à nouveau Marie-Christine Saragosse à la présidence de France Médias Monde, pour une durée de cinq ans,,.

## Distinctions
- Chevalière de la Légion d'honneur, nommée le 31 décembre 2012[49].
- Officière de l'ordre national du Mérite, promue à ce grade le 13 avril 2017[50].
- Commandeure de l'ordre des Arts et des Lettres, promue à ce grade le 4 janvier 2021[51]